# (29916) 1999 JP18
A (29916) 1999 JP18 a Naprendszer kisbolygóövében található aszteroida. A LINEAR projekt keretében fedezték fel 1999. május 10-én.